# Externalita
Externalita je označení pro aktivitu či činnost, kterou firmy či jednotlivci způsobují nedobrovolné náklady nebo zisky jiným subjektům bez kompenzace prostřednictvím trhu. Původce externality si zisky či výnosy (tzv. pozitivní externality) nemůže přivlastnit, případně náklady (tzv. negativní externality) od něj nelze vymáhat. Zájem celé společnosti na tržním výstupu se tak v přítomnosti externalit dostává do střetu se zájmem producentů externalit, kteří neberou v potaz všechny dopady jejich produkce čí jednání. V přítomnosti externalit tedy tržní rovnovážný bod není efektivní a neodpovídá tak optimálnímu množství produkce z pohledu celé společnosti. Externalita je selháním vlastnických práv, a to v důsledku vysokých transakčních nákladů.
Externality se dělí podle dopadu na okolí na pozitivní a negativní. Pozitivní externalitou je např. vzdělání. Vzdělaní lidé znamenají přínos pro celou společnost a přispívají ke kvalitě života ostatních tím, že páchají méně trestné činnosti, přispívají ke všeobecné kultivovanosti či jsou lepšími voliči. Pozitivní externality jsou ovšem stejně jako negativní externality společensky nežádoucí[zdroj?], protože vedou k produkci společensky neoptimálního množství. Negativní externalitu představuje např. znečištění vycházející z továrny, která se o likvidaci odpadu nestará.
V zájmu společnosti je regulovat a zpoplatňovat negativní externality a zároveň dotovat pozitivní externality. Vzhledem k vysokým transakčním nákladům a omezené informovanosti regulátora není likvidace externalit státem vždycky efektivním řešením. Ke snížení významu externalit v ekonomice je třeba jasně vymezit a vymáhat vlastnické právo. Při dostatečně nízkých transakčních nákladech jsou subjekty schopny vyřešit problém externalit soukromým vyjednáváním.
K základní analýze externalit lze použít analýzu změny přebytku spotřebitele a přebytku výrobce na Marshallově kříži. Problematikou externalit se zabývá mj. ekonomie blahobytu a environmentální ekonomie.
Pojem zavedl Arthur Cecil Pigou (1877–1959) kolem roku 1920.

## Příklady externalit

### Pozitivní
- Výzkum nových technologií a informací – zprostředkovává znalost, kterou mohou využít jiní lidé, a zvyšuje produktivitu práce
- Očkování proti nakažlivé chorobě – očkovaný člověk totiž nechrání pouze sebe, ale zároveň brání nakažení okolí, protože snižuje riziko přenosu infekce
- Restaurování historických budov – kultivace okolí a zachování historické tradice
- Údržba okolí vlastního domu a zahrady – zvýšení estetické kvality rezidenční oblasti
- Mimoprodukční funkce lesnictví poskytované hospodářskými lesy (např. funkce rekreační, krajinotvorná, vodoochranná, půdoochranná či klimatická)
- Včely přinášejí včelaři výnos z medu. Vedlejším efektem je opylování stromů, které zvyšuje úrodu a následné zisky i okolním sadařům. Tyto zisky včelař nemůže nijak vymáhat.

### Negativní
- Eroze půdy – smývané půdní částice a živiny, příp. pesticidy jsou odnášeny na pozemky nebo do vodních toků, kde působí škody[4]
- Továrna vypouštějící do řeky toxický odpad
- Štěkající pes – narušování sousedských vztahů
- Hluk večírku z vedlejšího pokoje na koleji
- Zdravotní riziko pasivního kouření
- Dopravní zácpy a zvýšené riziko dopravních nehod jako vedlejší efekt zvyšující se automobilové dopravy

## Důsledky externalit
Výskyt externalit vede k neefektivní alokaci zdrojů, neboť tržní subjekty nejsou motivovány k omezení způsobených negativních externalit nebo naopak ke zvyšování činnosti, která vede k pozitivní externalitě. Externality postihují společnost jako celek. Například uhelná elektrárna vypouštějící nadměrné množství emisí nemá motivaci vynaložit finanční prostředky na snížení stupně znečistění. Problémem externalit je tedy neoptimální produkované množství statků, které externality vyvolávají. Přítomnost negativní externality způsobuje, že mezní společenské náklady převyšují mezní soukromé náklady subjektu, který negativní externalitu produkuje. Rovnovážný bod trhu tedy neodpovídá efektivnímu množství produkce, ale naopak způsobuje nadprodukci. Problém pozitivních externalit je naopak nedostatečná nabídka a produkce statků, které tuto pozitivní externalitu generují. Užitek původce externality je v tomto případě nižší než užitek celé společnosti, a tedy rovnovážný bod trhu podhodnocuje optimální množství produkce.

## Řešení problému externalit
Existuje několik nástrojů proti neefektivitě způsobené externalitami, které se všechny snaží posunout ekonomiku blíže jejímu sociálnímu optimu. Jsou jimi aktivity vlády v podobě vládních programů či aktivity soukromého sektoru.

### Vládní programy
Vláda může externality regulovat přímo takzvanými přímými regulacemi nebo nepřímo formou tržních řešení, která prostřednictvím podnětů nechávají řešení problémů externalit na jednotlivcích a firmách. 

#### Přímá regulace
Přímá regulace představuje řešení problému externalit formou nařízení nebo zákazu určitého chování. Příkladem přímé regulace jsou mj. emisní standardy automobilů (viz Emisní norma Euro). Problém přímé regulace obvykle spočívá v nemožnosti diferenciovat mezi firmami, odvětvími či regiony – náklady jednotlivých subjektů na splnění regulatorních standardů se mohou výrazně lišit.

#### Tržní řešení
Vláda může internalizovat externality (internalizovat externalitu znamená dát podnět k tomu, aby původce externality vzal v potaz při svém rozhodování vnější dopad svých aktivit) tím, že uvalí daň na aktivity, které způsobují negativní externality, nebo naopak tím, že bude dotovat aktivity s pozitivními externalitami. Podle G. Mankiwa ekonomové v boji proti znečištění dávají většinou přednost dani před regulací. Společenské náklady související s uvalením daně jsou totiž nižší než na regulaci.
- Daně a poplatky

Příkladem vládní politiky, která se místo příkazů soustředí na ekonomickou motivaci subjektů, jsou emisní poplatky, pomocí nichž je firma nucena odvést na daních částku odpovídající rozsahu škody, kterou znečištěním způsobila. Tato daň, nazývaná Pigouova daň, pokud je stanovena ve správné výši, vyrovnává mezní soukromé náklady s mezními společenskými náklady a mezní soukromé přínosy se společenskými.
- Dotace

Namísto zdanění znečištění Pigouovou daní může vláda dotovat aktivity vynaložené na snížení znečištění. Dotace se rovná rozdílu mezi mezním společenským užitkem plynoucím ze snížení znečištění a mezním užitkem firmy. Protože firmy špatně vyhodnotí dodatečné náklady na dotace na redukci znečištění, výstup odpovídající rovnovážnému bodu je stále neefektivní. K efektivnímu výstupu vede dotování aktivit vykazujících pozitivní externality. Pokud vláda vhodně dotuje činnost, která přináší vyšší užitek než užitek soukromý, vede státní dotace ve výši tohoto rozdílu k produkci optimálního množství.
- Obchodovatelné emisní poukázky

Na rozdíl od vládou stanoveného poplatku za jednotku znečištění určí vláda celkovou povolenou úroveň znečištění a distribuuje emisní poukázky. Poukázka zastupuje emisní poplatek a její cena se odvíjí od tržní nabídky a poptávky. Výhodou obchodovatelných poukázek oproti poplatkům je, že si firmy samy nemohou stanovit libovolnou úroveň produkce emisí, protože celkové množství je dané. S poukázkami však mohou navzájem obchodovat. To vede k tomu, že tržní mechanismus přerozdělí poukázky v efektivním poměru. Tento efektivní poměr je pro regulátora těžko zjistitelný, protože disponuje pouze omezeným množstvím informací, a může podléhat různým vnějším tlakům.

### Soukromá cesta
Ačkoli většinou je řešení externalit pomocí vládních programů nevyhnutelné, v některých případech mohou problém externalit vyřešit vlastnická práva, odpovědnost za škodu a vzájemná vyjednávání. Externality jsou tržním selháním, které je způsobeno vysokými transakčními náklady. Soukromé řešení je možné tehdy, jestliže jsou transakční náklady nízké. Naopak státní zásah je třeba tehdy, jestliže vysoké transakční náklady znemožní soukromé řešení.

#### Internalizace externalit
Internalizace externalit spočívá ve změně problému externalit tím způsobem, že zajistíme, aby externality měly dopad pouze na aktéry, kteří je generují. Toho může být dosaženo např. vytvořením ekonomických jednotek, v rámci kterých by nastávala většina externalitních jevů. Příkladem je vytvoření bytového družstva, ve kterém je kvalita bydlení závislá na způsobu, jakým se každý člen družstva stará o svůj byt a majetek. Správa celého domu a jeho okolí je pak prováděna kolektivně na základě sjednané kolektivní smlouvy. Problém se však může projevit právě ve vynutitelnosti povinností a neochotě spolupracovat v podobě tzv. černého pasažéra.

#### Coasův teorém
Ekonom Ronald Coase přispěl soukromým řešením externalit spočívajícím v kombinaci silných vlastnických práv a vyjednávání dotčených stran známým jako Coasův teorém. Ten říká, že pokud soukromé strany dokážou vyjednávat bez větších transakčních nákladů a pokud vlastnická práva jsou dobře definována, pak vyjednávání mezi stranou externalitu vyvolávající a stranou externalitou zasaženou může vést k efektivnímu řešení – takzvanému Paretovu optimu. Příkladem je uzavření dohody mezi kuřáky a nekuřáky. Kuřáci nebudou ve společných prostorách kouřit, ale za to obdrží od nekuřáků jistou finanční kompenzaci.

#### Použití právního systému
Právní systém uděluje jedincům vlastnická práva i odpovědnost za škodu, kterou producent externality způsobil jiným osobám. Subjekt produkující negativní externalitu tak může být z titulu odpovědnosti zažalován. Ovšem komplikaci představují jednak vysoké náklady vyjednávání zahrnující náklady na soudní proces, jednak neúplná vlastnická práva (např. při znečištění ovzduší). 